# Baptist Kirner
Baptist Kirner (ur. 1899, zm. ?) – zbrodniarz hitlerowski, członek załogi niemieckiego
obozu koncentracyjnego Mauthausen-Gusen i SS-Scharführer.
Z zawodu dozorca. Od maja 1944 do kwietnia 1945 pełnił służbę w Melk, podobozie Mauthausen. We wrześniu 1944 został przeniesiony do SS z Luftwaffe. Kirner był w Melk wartownikiem i kierował komandem więźniarskim. Bił więźniów i takie samo postępowanie nakazywał podległym mu esesmanom oraz kapo.
Kirner został osądzony w czternastym procesie załogi Mauthausen-Gusen (USA vs. Adolf Lehmann i inni) przed amerykańskim Trybunałem Wojskowym w Dachau i skazany na karę sześciu lat pozbawienia wolności.